# Verordnungsermächtigung
Eine Verordnungsermächtigung ist eine Regelung in einem Gesetz, welche der Regierung (Exekutive) ermöglicht, Verordnungen zu erlassen, ohne das Parlament (Legislative) zu befragen. Ansonsten müssten alle Änderungen mit Gesetzen durch die Parlamente beschlossen werden.
Die Verordnungsermächtigungen sind in Rechtsstaaten eingeschränkt, da auf der einen Seite das Parlament damit Souveränität an die Regierung abgibt, aber auch andererseits nicht wegen aller Feinheiten der Gesetzgebung befragt werden will.

## Deutschland
In Deutschland darf eine Verordnung nach Art. 80 Grundgesetz und entsprechenden Bestimmungen in den Verfassungen der Bundesländer nicht einfach nach Belieben oder nach politischer Opportunität erlassen werden; vielmehr braucht die erlassende Stelle dazu eine Ermächtigung durch ein vom Parlament beschlossenes Gesetz. Das Gesetz muss „Inhalt, Zweck und Ausmaß“ der Verordnung bestimmen (Art. 80 Abs. 1 GG). Damit soll entsprechend dem Demokratieprinzip sichergestellt werden, dass die wesentlichen Entscheidungen vom durch Wahl legitimierten Gesetzgeber selbst getroffen werden (vgl. Wesentlichkeitstheorie).
Es gibt jedoch auch Verordnungsermächtigungen, die vorsehen, dass eine Verordnung zu ihrer Wirksamkeit der Zustimmung des Parlaments bedarf. Allerdings ist ein solches Verfahren deswegen fragwürdig, weil die verfahrensmäßigen Vorteile einer Regelung per Verordnung dadurch entfallen; das Verfahren kommt einem Gesetzgebungsverfahren gleich, mit dem einzigen Unterschied, dass das Parlament kein Initiativrecht hat.

### Schnellverfahren
Im Rahmen besonderer Maßnahmen zur COVID-19-Pandemie in Deutschland wurde am 12. März 2020 mit § 11 des „Entwurfs eines Gesetzes zur befristeten krisenbedingten Verbesserung der Regelungen für das Kurzarbeitergeld“ eine Verordnungsermächtigung vorgesehen, die am Folgetag in Kraft trat.
Erstmals in der Geschichte der Bundesrepublik Deutschland wurde damit ein Gesetz sowohl in einer einzigen Sitzung des Bundestages in erster, zweiter und dritter Lesung beraten als auch am gleichen Tag vom Bundesrat genehmigt. Alle Abstimmungen erfolgten einstimmig ohne Enthaltungen. Das Gesetz ermächtigt die Bundesregierung zu bestimmten Sofortmaßnahmen (Kurzarbeitergeld) durch Rechtsverordnung.

### Beispiele
Genutzt werden Verordnungen immer in besonderen Fachfragen.
Beispiele:
- Gefahrstoffverordnung (GefStoffV)
- Betriebssicherheitsverordnung (BetrSichV)
- Lebensmittelhygiene-Verordnung (LMHV)
- Trinkwasserverordnung (TrinkwV)
- Ausgleichsmechanismusverordnung (AusglMechV 2009)

## Österreich
In Österreich kann gem. Art. 18 Abs. 2 B-VG jede Verwaltungsbehörde auf Grund der Gesetze innerhalb ihres Wirkungsbereiches Verordnungen erlassen. Eine gesonderte Verordnungsermächtigung im einzelnen Gesetz ist also nicht erforderlich. Dennoch sehen zahlreiche Gesetze explizite Verordnungsermächtigungen vor.